# 자견
자견(自堅, ?~?)은 백제의 장군이다.

## 생애
649년, 백제의 장군으로서 석토성 등 7성을 빼앗았지만, 도살성에서 신라군의 갑작스러운 공격을 받으며 그를 포함한 백제의 장군 10명과 8,980명의 병사들이 전사했고 100여명이 사로잡혔다.